# Gewone wegwesp
De gewone wegwesp of roodzwarte borstelspinnendoder (Anoplius viaticus) is een vliesvleugelig insect uit de familie van de spinnendoders (Pompilidae). De wetenschappelijke naam van de soort is gepubliceerd in 1758 door Linnaeus in de tiende editie van Systema naturae.